# 中田図書販売
中田図書販売株式会社（なかだとしょはんばい）は、富山県富山市に本社を置き、同県ならびに石川県に書店チェーンである「BOOKSなかだ」（ブックスなかだ）、文具・OA機器専門チェーンである「office Vox」（オフィスヴォックス）を展開する日本の書店運営会社。
富山県内では最大級の書店チェーンであり、独占的に官報・政府出版物を販売している。
取次は日販。

## 会社概要
- 設立：1883年（明治16年）
- 株式会社設立：1971年（昭和46年）
- 資本金：5000万円
- 売上高（2018年）：39億円
- 本社：富山県富山市大泉東町1-3-7
- 正規社員数：76人（2019年時点）
- 事業内容：一般雑誌・書籍、教科書、政府刊行物、文房具、OA機器、CD等の小売及び一部卸売業

## 店舗
2019年時点。詳細は、公式サイトの店舗一覧を参照。
BOOKSなかだ
- 富山県：11店舗
- 石川県：1店舗（イオンモールかほく、かほく市） - office Vox併設

office Vox
- 富山県：7店舗
- 石川県：2店舗（かほく市・小松市）